# Ensemble Ettenstatt

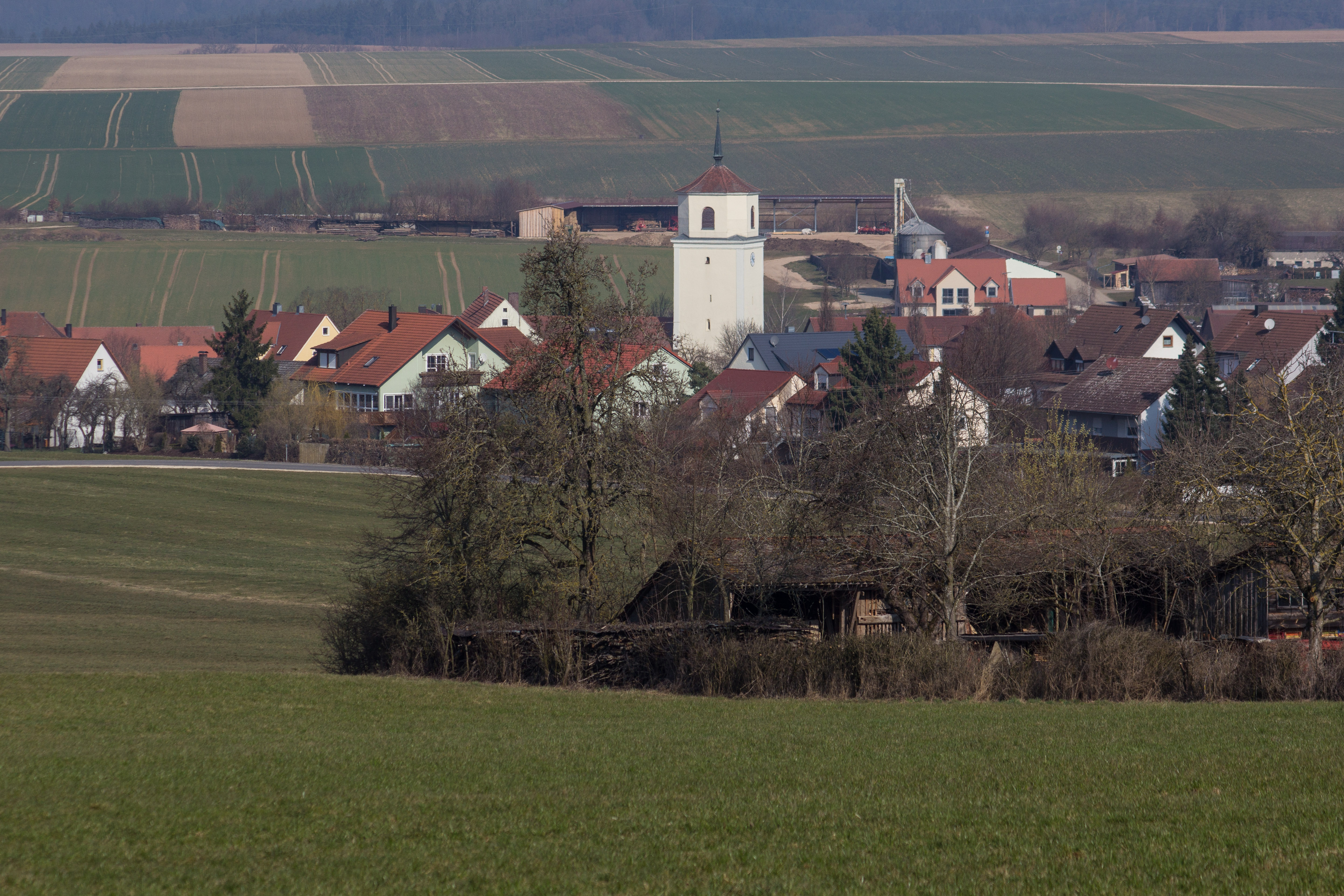
Ettenstatt

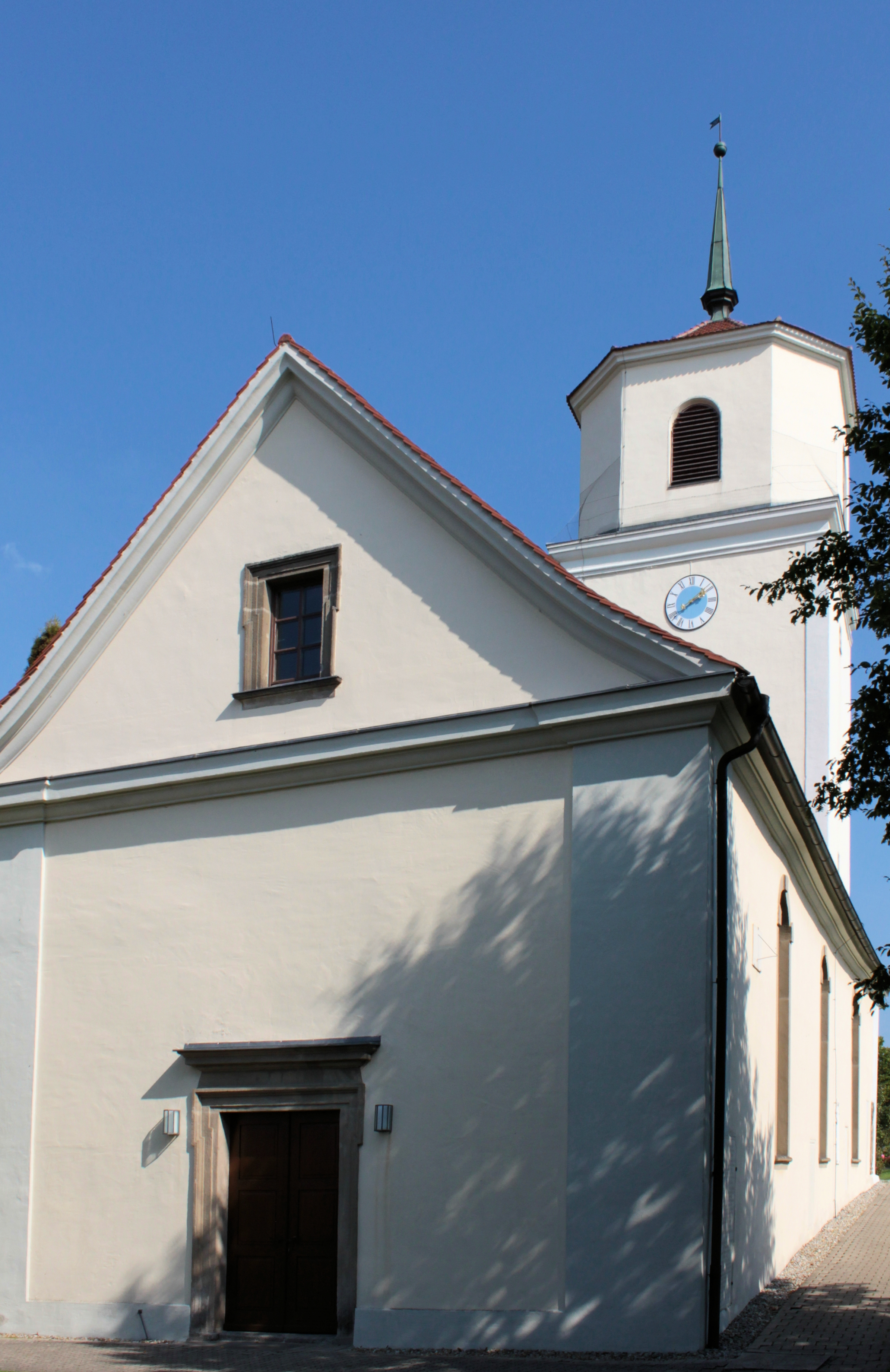
Evangelische Pfarrkirche St. Johannis

Das Ensemble Ettenstatt umfasst den historisch bebauten Bereich von Ettenstatt, einem Pfarrdorf und einer Gemeinde im mittelfränkischen Landkreis Weißenburg-Gunzenhausen in Bayern. Das Ensemble ist ein geschütztes Baudenkmal.

## Beschreibung
Das Bauensemble umfasst den historischen Ortskern, eine in Nordost- bzw. Südwestrichtung langgestreckte, von zwei Straßen, dem Ringweg (früher Hirtengasse) und dem Moorfeldweg (früher Höllgasse), durchquerte Angeranlage. Die nordöstliche Schmalseite dieses locker umbauten Dorfplatzes, der durch seine Begrünung einen ländlichen Charakter bewahrt hat, wird von der spätgotischen, später barockisierten Pfarrkirche St. Johannis beherrscht, eingefasst vom alten Pfarrstadel, den stattlichen Gebäuden des Meierhofes (An der Kirche 4) und dem Gasthaus, einem Walmdachbau des 18. Jahrhunderts. 
In lockerer Gruppierung umgrenzen kleine Bauernanwesen mit erdgeschossigen Wohnstallhäusern des 18. bis frühen 19. Jahrhunderts und größere, meist erneuerte Dreiseithöfe den Anger. 
Im Südwesten schließt eine Reihe von stattlichen Giebelhäusern des 19. Jahrhunderts das Bauensemble ab. Es weist mit seinen steilen Satteldachbauten noch das Bild des 18./19. Jahrhunderts auf und hat mit zwei Ausnahmen auch durch Neubauten keine Störung erfahren.